# Countess of Dufferin
Le yacht Countess of Dufferin a été le challenger canadien pour la Coupe de l'America (America's Cup) du New York Yacht Club en 1876. Un seul defender américain de l'ancienne édition concourait, le Madeleine construit en 1868, qui remporta l'épreuve.

## Construction
La goélette Countess of Dufferin  a été conçue et construite en 1876 par Alexander Cuthbert à Cobourg en Ontario pour la Coupe de l'America.

## Carrière

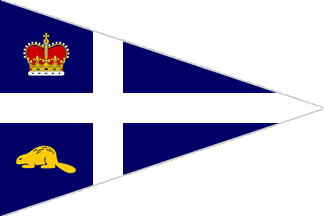
Guidon du CYYC

Ayant souffert d'un soutien financier insuffisant, le yacht de course a été grossièrement fini et avait une mauvaise navigation.
En juillet 1876, Countess of Dufferin du  Royal Canadian Yacht Club (RCYC) de Toronto s'est affronté une première fois à la Madeleine du New York Yacht Club.
En octobre 1876, Countess of Dufferin perd devant Madeleine,  seul defender américain pour la Coupe de l'America. Après la course, Countess of Dufferin a été vendu à un plaisancier de Chicago en prenant le nom de Countess.